# Sekondi Wise Fighters
Sekondi Wise Fighters est un club ghanéen de football basé à Sekondi, dans l'ouest du pays.

## Historique
Grâce à une place de finaliste de la Coupe du Ghana face à Hearts of Oak, futur vainqueur du championnat, Eleven Wise obtient sa qualification pour une compétition continentale, à savoir la Coupe des Coupes 1980. Le parcours africain s'achève en quarts de finale, après avoir éliminé les Centrafricains de Sodiam Sport puis le club camerounais du Dynamo Douala avant de tomber face au club algérien de NA Hussein Dey. 
En 1982, malgré un succès en Coupe du Ghana, le club n'est pas autorisé à s'engager en Coupe des Coupes.

## Palmarès
- Championnat du Ghana :
  - Vainqueur : 1960

- Coupe du Ghana :
  - Vainqueur : 1982
  - Finaliste : 1976, 1979

## Grands joueurs
- Anthony Annan
- Abdul Rahim Ayew
- Emmanuel Clottey
- Daniel Quaye
- Charles Ayivi
- John Eshun